# Kressenhof (Leutershausen)
Kressenhof (fränkisch: Gressn-houf) ist ein Gemeindeteil der Stadt Leutershausen im Landkreis Ansbach (Mittelfranken, Bayern). Kressenhof liegt in der Gemarkung Mittelramstadt.

## Geografie
Der Weiler liegt geologisch in der sogenannten Kressenhof-Mulde. Unmittelbar westlich des Weilers liegt der Leidigsweiher, durch den der Sachsaugraben fließt, der links der Altmühl zufließt. Im Osten liegt das Flurgebiet Haslach, 0,5 km südlich das Himmelreich, 0,75 km nordöstlich die Sachsau. 0,5 km nordwestlich befindet sich das Seeholz.
Eine Gemeindeverbindungsstraße führt nach Erndorf (0,9 km südwestlich) bzw. zur Staatsstraße 2245 (0,3 km nordöstlich). Eine weitere Gemeindeverbindungsstraße führt ebenfalls zur St 2245 (0,2 km östlich).

## Ortsnamendeutung
Der Ortsname wird gedeutet als „zum Hof des Kreß“, wobei Kreß vermutlich der Familienname des Gründers war; diesem liegt der althochdeutsche Personenname „Chresso“ zugrunde.

## Geschichte
Kressenhof/Cressenhof wurde wahrscheinlich erstmals 1544 erwähnt, und zwar in einem markgräflichen Lehenbrief für die Herren von Jochsberg; das Lehen bezog sich dabei auf einen Halbhof. Im 16-Punkte-Bericht des brandenburg-ansbachischen Amtes Leutershausen von 1608 wurden für den Ort zwei Mannschaften verzeichnet. Sie waren den Herren von Seckendorff zu Jochsberg vogt-, gült-. steuer- und lehenbar. Auch im 16-Punkte-Bericht von 1681 wie auch in der Vetterschen Oberamtsbeschreibung von 1732 wurden zwei Höfe verzeichnet, die zum Vogtamt Jochsberg gehörten und nach St. Peter in Leutershausen gepfarrt waren. Den Zehnt war an das brandenburg-ansbachische Amt Colmberg zu entrichten. Die Gemeindeherrschaft und die Vogtei inner Ettern lagen beim Jochsberger Amt, die Fraisch wurde nach wie vor vom Stadtvogteiamt Leutershausen wahrgenommen. Gegen Ende des Alten Reiches bestand Kressenhof aus vier Halbhöfen und einem Gemeindehirtenhaus. Die herrschaftlichen Verhältnisse waren unverändert. Von 1797 bis 1808 unterstand der Ort dem Justizamt Leutershausen und Kammeramt Colmberg.
Im Rahmen des Gemeindeedikts wurde Kressenhof dem 1808 gebildeten Steuerdistrikt Auerbach zugeordnet. Es gehörte auch der 1810 gegründeten Ruralgemeinde Auerbach an. Am 1. Januar 1972 wurde Kressenhof im Zuge der Gebietsreform in Bayern nach Leutershausen eingemeindet.

## Einwohnerentwicklung
| Jahr      | 001818 | 001840 | 001861 | 001871 | 001885 | 001900 | 001925 | 001950 | 001961 | 001970 | 001987 |
| Einwohner | 25     | 18     | 21     | 26     | 29     | 27     | 28     | 31     | 24     | 28     | 20     |
| Häuser    | 8      | 3      |        |        | 6      | 6      | 6      | 5      | 5      |        | 5      |
| Quelle    | [ 19 ] | [ 20 ] | [ 21 ] | [ 22 ] | [ 23 ] | [ 24 ] | [ 25 ] | [ 26 ] | [ 27 ] | [ 28 ] | [ 1 ]  |

## Religion
Der Ort ist seit der Reformation evangelisch-lutherisch geprägt und bis heute nach St. Peter (Leutershausen) gepfarrt. Die Einwohner römisch-katholischer Konfession sind nach St. Ludwig (Ansbach) gepfarrt.